# Hot d’Or
Hot d’Or — кинопремия в области порноиндустрии, вручалась ежегодно с 1992 по 2001 год и в 2009 году. Организатор премии — французский журнал Hot Vidéo. Церемонии вручения Hot d’Or проводились в Каннах одновременно с проходящим в те же дни Каннским кинофестивалем, независимо от него (кроме 1997 и 2009 годов, когда местом проведения был Париж). Критики считают такое место и время проведения церемонии неслучайным, Hot d’Or являлся провокационной альтернативой основному событию, эпатаж привлекал журналистов и публику из числа съехавшихся на кинофестиваль. Одним из атрибутов и анонсов церемонии являлся публичный эксгибиционизм актрис на набережной Круазетт и других улицах Канн. Само название премии является отсылкой к названию главной премии Каннского кинофестиваля — Palme d’Or («Золотая пальмовая ветвь»). После 2001 года ежегодные церемонии прекратились из-за кризиса в индустрии и недовольства мэрии Канн, с тех пор прошла только одна церемония в 2009 году, посвященная 20-летнему юбилею Hot Vidéo. Также некоторые критики отмечают, что Hot d’Or являлась европейским аналогом AVN Awards — известнейшей американской премии за достижение в области порноиндустрии.

## Церемонии и победители

### 2009
11-я церемония вручения Hot d’Or. 

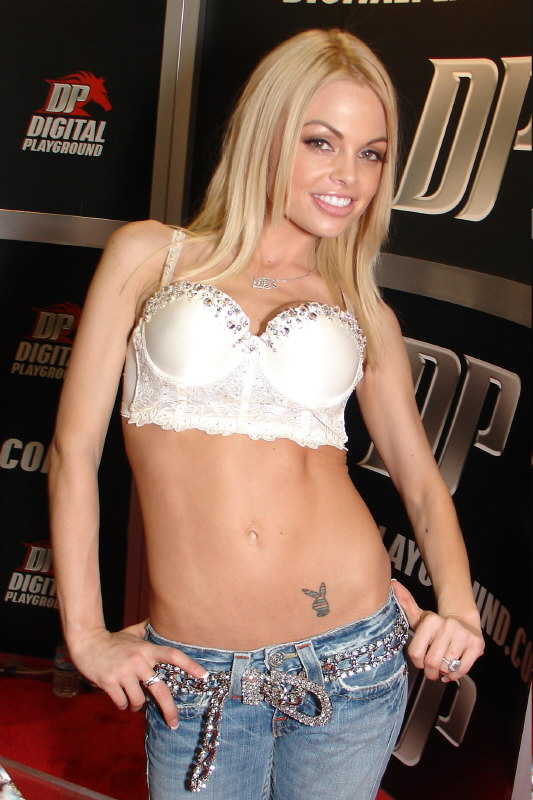
Джесси Джейн, лучшая американская актриса 2009

Париж. 20 октября 2009. Слоган: «Viva la reprise!» («Ура возрождению!»).
- Лучшая американская старлетка: Кайден Кросс
- Лучшая европейская старлетка: Анжелика Блэк
- Лучшая французская старлетка: Ангел Саммерс
- Лучшая американская актриса: Джесси Джейн
- Лучшая европейская актриса: Тарра Уайт
- Лучшая французская актриса: Katsuni
- Лучшая американская исполнительница: Дженна Хейз
- Лучшая европейская исполнительница: Тарра Уайт
- Лучшая французская исполнительница: Сесилия Вега
- Лучший блог актрисы: Katsuni
- Лучший американский актёр: Эван Стоун
- Лучший европейский актёр: Чаки Айс
- Лучший французский актёр: Себастьян Баррио[фр.]
- Лучший американский исполнитель: Лексингтон Стил
- Лучший европейский исполнитель: Начо Видал
- Лучший французский исполнитель: Мануэль Феррара
- Лучший американский режиссёр: Джон Стальяно
- Лучший европейский режиссёр: Аллесандро Дель Мар
- Лучший французский режиссёр: Джон Би Ру[фр.]
- Лучший американский режиссёр гонзо: Мануэль Феррара
- Лучший европейский режиссёр гонзо: Кристоф Кларк
- Лучший французский режиссёр любительских фильмов: Энола Сугер и Ал Арош
- Лучший американский фильм: Пираты 2: Месть Стагнетти
- Лучший европейский фильм: «Billionaire»
- Лучший французский фильм: «Montre moi du rose»
- Лучший американский сценарий: Пираты 2: Месть Стагнетти
- Лучший европейский сценарий: «Billionaire»
- Лучший французский сценарий: «Blanche, Alice, Sandy et les autres»
- Лучший веб-сайт: www.sexyavenue.com
- Приз почёта: Second Sexe, Alpha France, Овидия и Джек Тайлер, Корали, Пётр Станислас, Жерар Кикоин, Evil Angel, Adam & Eve (компания)[англ.], Эстель Дезанж

### 2001
10-я церемония вручения Hot d’Or. 

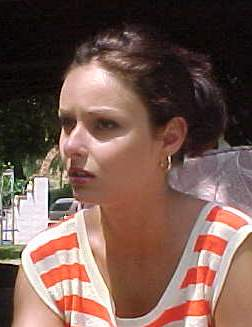
Даниэлла Раш, лучшая европейская актриса 2001

Канны. 16 мая 2001 (в дни 54-го Каннского кинофестиваля). Слоган: «Dix mentions internationales depuis 10 ans!» («Десять международных историй за 10 лет!»). Последняя церемония в Каннах. По словам светского обозревателя Рита Наумовой:

…после многочисленных жалоб, мэрия Канн решила прикрыть церемонию, решив, что она не способствует поддержанию положительной репутации набережной Круазетт. Было объявлено, что решение останется неизменным. Так Канны потеряли одну из составляющих своей всемирной известности. Порнографическая индустрия обвинила власти в лицемерии и с широким размахом провела заключительную вечеринку последнего Hot D’Or, потратив на неё около $500 тыс. (порядка 2 млн франков).

- Лучшая американская старлетка: Бриана Бэнкс
- Лучшая европейская старлетка: Джудит Фокс
- Лучшая французская старлетка: Клара Морган
- Лучшая американская актриса: Тера Патрик
- Лучшая европейская актриса: Даниэлла Раш
- Лучшая французская актриса: Океан
- Лучшая европейская актриса второго плана: Эстель Дезанж
- Лучшая актриса по опросу профессионалов: Океан
- Лучший американский актёр: Марк Дэвис
- Лучший европейский актёр: Ян Скотт[англ.]
- Лучший европейский актёр второго плана: Марк Бэрроу
- Лучший актёр по опросу профессионалов: Себастьян Баррио[фр.]
- Лучший режиссёр: Пьер Вудман («Madness»)
- Лучший режиссёр по опросу профессионалов: Фред Коппула[англ.] («Max»)
- Лучший фильм: «Stavros» (Марио Сальери)
- Лучший фильм по опросу профессионалов: «Max» (Фред Коппула[англ.])
- Лучшие костюмы: «Madness» (Private)
- Лучший сценарий: «Orgie en noir» (VMD, Овидия
- Приз почёта: Шэрон Митчелл, Пол Фишбейн, Овидия
- Зал славы: Ларри Флинт

### 2000
9-я церемония вручения Hot d’Or. 

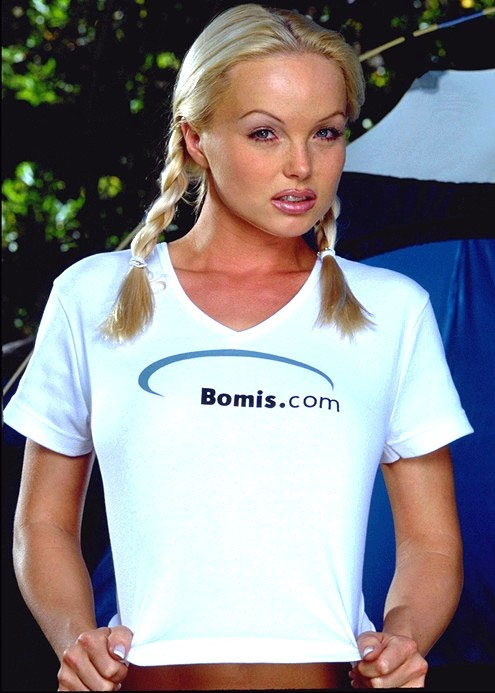
Сильвия Сэйнт, лучшая европейская актриса второго плана 2000

Канны. 17 мая 2000 (в дни 53-го Каннского кинофестиваля). Слоган: «la remise à 9…» («Вручение девятое…»).
- Лучшая американская старлетка: Тера Патрик
- Лучшая европейская старлетка: Меридиан
- Лучшая французская старлетка: Эстель Дезанж
- Лучшая американская актриса: Стэйси Валентайн
- Лучшая европейская актриса: Лаура Энджел
- Лучшая французская актриса: Долли Голден
- Лучшая европейская актриса второго плана: Сильвия Сэйнт
- Приз почёта: Беате Узе, Она Зи, Skyrock
- Лучший американский актёр: Рэнди Спирс
- Лучший европейский актёр: Ян Скотт[англ.]
- Лучший европейский актёр второго плана: Марк Бэрроу
- Лучший начинающий актёр: Титоф[англ.]
- Лучший американский режиссёр: Майкл Нинн («Ritual»)
- Лучший европейский режиссёр: Фред Коппула[англ.] («L’emmerdeuse»)
- Лучший начинающий европейский режиссёр: Габриэль Зеро («La vérité si tu bandes»)
- Лучший американский фильм: «Ritual» (Майкл Нинн)
- Лучший европейский фильм: «L’emmerdeuse» (Фред Коппула[англ.])
- Лучший французский фильм: «La soirée de connes» (Патрис Кабанель[фр.])
- Лучшие костюмы: «L’esclave des sens»
- Лучший сценарий: «L’emmerdeuse»
- Лучший сценарий адаптации: «Les tontons tringleurs»
- Лучшая американская любительская серия: «Le voyeur»
- Лучшая европейская любительская серия: «Euro Anal»
- Лучшая французская любительская серия: «Le Fantasmotron»

### 1999
8-я церемония вручения Hot d’Or. 

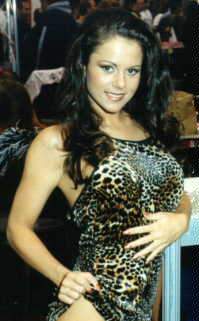
Джевел де Найл, лучшая американская старлетка 1999

Канны. 19 мая 1999 (в дни 52-го Каннского кинофестиваля). Слоган: «Ça commence à chiffrer…» («Тайна начинается…»).
- Лучшая американская старлетка: Джуэл Де'Найл
- Лучшая европейская старлетка: Кейт Мур
- Лучшая американская актриса: Джилл Келли
- Лучшая европейская актриса: Никки Андерсон
- Лучшая европейская актриса второго плана: Долли Голден
- Лучший американский актёр: Марк Дэвис
- Лучший европейский актёр: Дэвид Перри[фр.]
- Лучший европейский актёр второго плана: Марк Бэрроу
- Лучший начинающий актёр: Ян Скотт[англ.]
- Лучший американский режиссёр: Майкл Нинн («La Nuit Sans Fin»)
- Лучший европейский режиссёр: Ален Пайе[англ.] («Le Labyrinthe»)
- Лучший американский начинающий режиссёр: Гэри Сэйдж («Obsessions Charnelles»)
- Лучший начинающий европейский режиссёр: Фред Коппула[англ.] («Niqueurs Nés»)
- Лучший американский фильм: «L’Incendiaire»
- Лучший европейский фильм: «L’Enjeu du Désir»
- Лучший французский фильм: «Niqueurs Nés»
- Лучшие костюмы: «L’Enjeu du Désir»
- Лучший сценарий: «Le labyrinthe»
- Лучший сценарий адаптации: «Niqueurs Nés»
- Лучшая американская любительская серия: «Le Voyeur»
- Лучшая французская любительская серия: «Hongrie Interdite»
- Лучший фильм без сюжета: «Planète Sexe»

### 1998
7-я церемония вручения Hot d’Or. 

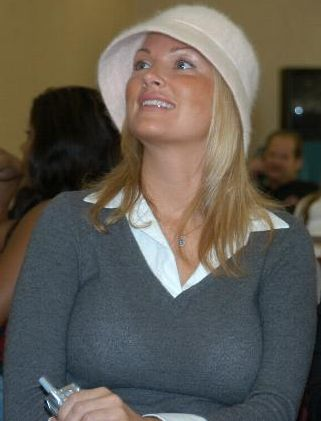
Стэйси Валентайн, лучшая американская старлетка 1998

Канны. 20 мая 1998 (в дни 51-го Каннского кинофестиваля). Слоган: «Sept ans de réflexion…» («Семь лет желания»).
- Лучшая американская старлетка: Стэйси Валентайн
- Лучшая европейская старлетка: Джейд (Jade)
- Лучшая американская актриса: Дженна Джеймсон
- Лучшая европейская актриса: Лаура Сенклер
- Лучшая европейская актриса второго плана: Корали
- Лучший американский актёр: Марк Дэвис
- Лучший европейский актёр: Роберто Малоне
- Лучший европейский актёр второго плана: Эндрю Янгмэн
- Лучший начинающий актёр: Рамон Номар
- AVN d’Or за лучший американский фильм: «Cafe Flesh»
- K7 платиновый приз: «Sexe de Feu, Cœur de Glace»
- Специальный приз видеоклубов: «The Pyramid»
- Лучший американский режиссёр: Крис Крамски[англ.] («Lisa»)
- Лучший европейский режиссёр: Пьер Вудман («Tatiana»)
- Лучший американский начинающий режиссёр: Филипп Монд («Зазель»)
- Лучший начинающий европейский режиссёр: Анита Ринальди[англ.](«Planète Sexe»)
- Лучший американский фильм: «Lisa»
- Лучший европейский фильм: «Tatiana»
- Лучший французский высокобюджетный фильм: «Bad Boy»
- Лучшие костюмы: «Paris Chic»
- Лучший оригинальный сценарий: «Tatiana»
- Лучший сценарий адаптации: «La Belle и la Bête»
- Лучшая американская любительская серия: «World Sex Tour»
- Лучшая французская любительская серия: «L’école de Laetitia»

### 1997
6-я церемония вручения Hot d’Or. 

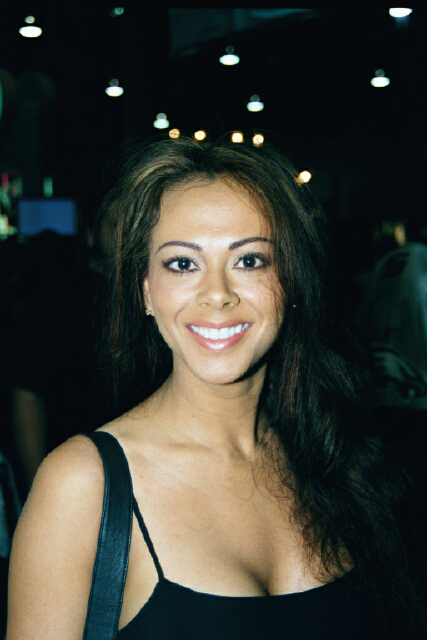
Оливия Дель Рио, лучшая европейская актриса второго плана 1997

Париж, кабаре «Лидо». 6 февраля 1997. Слоган: «L'évolution capitale» («Столичная эволюция»).
- Лучшая американская старлетка: Кобе Тай
- Лучшая европейская старлетка: Никки Андерсон
- Лучшая американская актриса: Дженна Джеймсон
- Лучшая европейская актриса: Лаура Сенклер
- Лучшая европейская актриса второго плана: Оливия Дель Рио
- Лучший американский актёр: Винс Войер
- Лучший европейский актёр: Рокко Сиффреди
- Лучший европейский актёр второго плана: Ришар Лангин[фр.]
- Лучший начинающий актёр: Филипп Дин[фр.]
- Лучший американский режиссёр: Майкл Нинн («Body Shock»)
- Лучший европейский режиссёр: Пьер Вудман («The Pyramid»)
- Лучший американский начинающий режиссёр: Крис Крамски[англ.] («Sexhibition»)
- Лучший американский фильм: «Conquest»
- Лучший европейский фильм: «The Pyramid»
- Лучший французский среднебюджетный фильм: «Le Magnifix»
- Лучшие костюмы: «The Pyramid»
- Лучший оригинальный сценарий: «The Pyramid»
- Лучший сценарий адаптации: «Cape Town»
- Лучшая американская любительская серия: «Venom»
- Лучшая французская любительская серия: «Les Infirmières de Laetitia»
- AVN d’Or за лучший американский фильм: «Ben Dover’s Fresh Cheeks»
- K7 платиновый приз: «La Princesse и La Pute»
- Специальный приз видеоклубов: «The Pyramid»

### 1996
5-я церемония вручения Hot d’Or. 

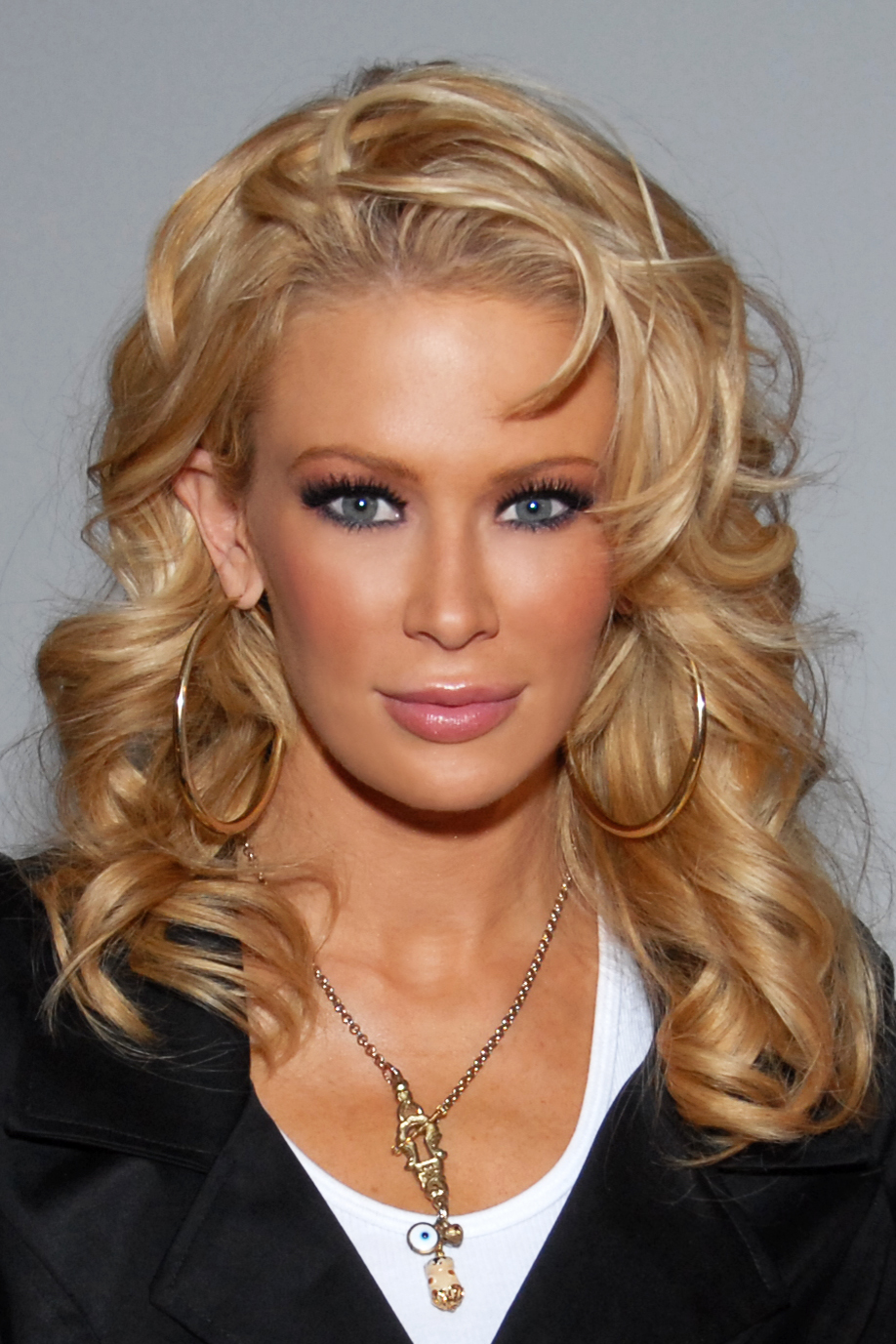
Дженна Джеймсон, обладательница двух статуэток 1996

Канны. 15 мая 1996 (в дни 49-го Каннского кинофестиваля). Слоган: «L'étalonnage» («Эталон»).
- Лучшая американская старлетка: Дженна Джеймсон
- Лучшая европейская старлетка: Лаура Сенклер
- Лучшая американская актриса: Дженна Джеймсон
- Лучшая европейская актриса: Корали
- Лучшая европейская актриса второго плана: Элоди Шери
- Лучший американский актёр: Марк Дэвис
- Лучший европейский актёр: Рокко Сиффреди
- Лучший начинающий актёр: Дэвид Перри[фр.]
- Лучший американский режиссёр: Майкл Нинн («Latex»)
- Лучший европейский режиссёр: Марк Дорсель («La Princesse et La Pute»)
- Лучший начинающий режиссёр: Кристоф Кларк («Jeunes Veuves Lubriques»)
- Лучший американский фильм: «Latex»
- Лучший европейский фильм: «La Princesse et La Pute»
- Лучшая французская премьера: «Blue Mask»
- Лучший лесбийский фильм: «Les Chiennes»
- Лучшие костюмы: «Le Désir Dans La Peau»
- Лучший оригинальный сценарий: «Gigolo»
- Лучший сценарий адаптации : «La Princesse et La Pute»
- Лучшая американская любительская серия: «Buttman»
- Лучшая французская любительская серия: «L'École de Laetitia»
- AVN d’Or за лучший американский фильм: «Buttman’s European Vacation 3»
- K7 платиновый приз: «Latex»
- Специальный приз видеоклубов: «Gigolo»

### 1995
4-я церемония вручения Hot d’Or. 

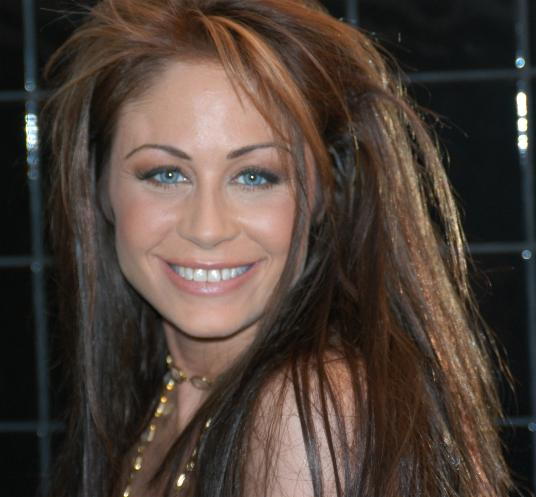
Чейси Лэйн, лучшая американская старлетка 1995

Канны. 1995 год. Слоган: «La Reference» («Основа»).
- Лучшая американская старлетка: Чейси Лэйн
- Лучшая европейская старлетка: Барбара Долл
- Лучшая американская актриса: Эшлин Гир
- Лучшая европейская актриса: Драгикса (Аромат Матильды[итал.])
- Лучшая французская актриса: Корали
- Лучший европейский актёр: Кристоф Кларк («Citizen Shane»)
- Лучший европейский режиссёр: Марк Дорсель
- Лучший начинающий режиссёр: Рокко Сиффреди
- Лучший европейский фильм: «Citizen Shane» (Vidéo Marc Dorcel)
- Лучший оригинальный сценарий: Аромат Матильды[итал.] (Vidéo Marc Dorcel)
- Лучшая любительская серия: «L'École de Laetitia»

### 1994
3-я церемония вручения Hot d’Or. 

Канны. 1993 год. Слоган: «L`esprit hot en marche…» («Дух становится горячей…»).
- Лучшая европейская старлетка: Вали Верди[фр.]
- Лучшая европейская актриса: Табата Кэш
- Лучший европейский актёр: Кристоф Кларк («Délices et Séduction»)
- Лучший европейский режиссёр: Мишель Рико[фр.]
- Лучший европейский фильм: «Délit de Séduction» (Vidéo Marc Dorcel)
- Лучший оригинальный сценарий: «Photographic Modelling» (Xavier Bonastre)
- Приз почёта: Зара Уайтс

### 1993
2-я церемония вручения Hot d’Or. 

Канны. 1993 год. Слоган: «L’adolescence» («Юность»).
- Лучшая европейская старлетка: Табата Кэш
- Лучшая европейская актриса: Анжелика Белла
- Лучший европейский режиссёр: Мишель Рико[фр.]
- Лучший европейский фильм: «Arabica»
- Лучший оригинальный сценарий: «L’Affaire Savannah» (Vidéo Marc Dorcel)

### 1992
1-я церемония вручения Hot d’Or. 

Канны. 1992 год. Слоган: «le big bang» («Большой взрыв»).
- Лучшая иностранная актриса: Зара Уайтс («Rêves de cuir»)
- Лучшая французская актриса: Кароль Тредиль
- Лучшая американская актриса: Эшлин Гир
- Лучший европейский актёр: Кристоф Кларк («Le clown»)
- Лучший иностранный режиссёр: Джон Лесли
- Лучший иностранный фильм: «La Chatte 2»